# Kaukázusi avarok
A kaukázusi avarok egy kortárs nép, amely a Kaukázusban, főleg Dagesztánban él, ahol ők alkotják a realatív többséget a népesség 29%-ával.
A mai avar nyelv az észak-kaukázusi nyelvcsalád (nakh-dagesztáni) tagja. A магIарул мацI [maʕarul maʦʼ] nyelvet beszélik.

## Híres avarok
- Habib Nurmagomedov